# Dountélo
Dountélo est une localité du département de Iolonioro, dans la province du Bougouriba (région du Sud-Ouest) au Burkina Faso. En 2006, cette localité comptait 385 habitants dont 50.7% de femmes.